# Obelisco di Hatshepsut

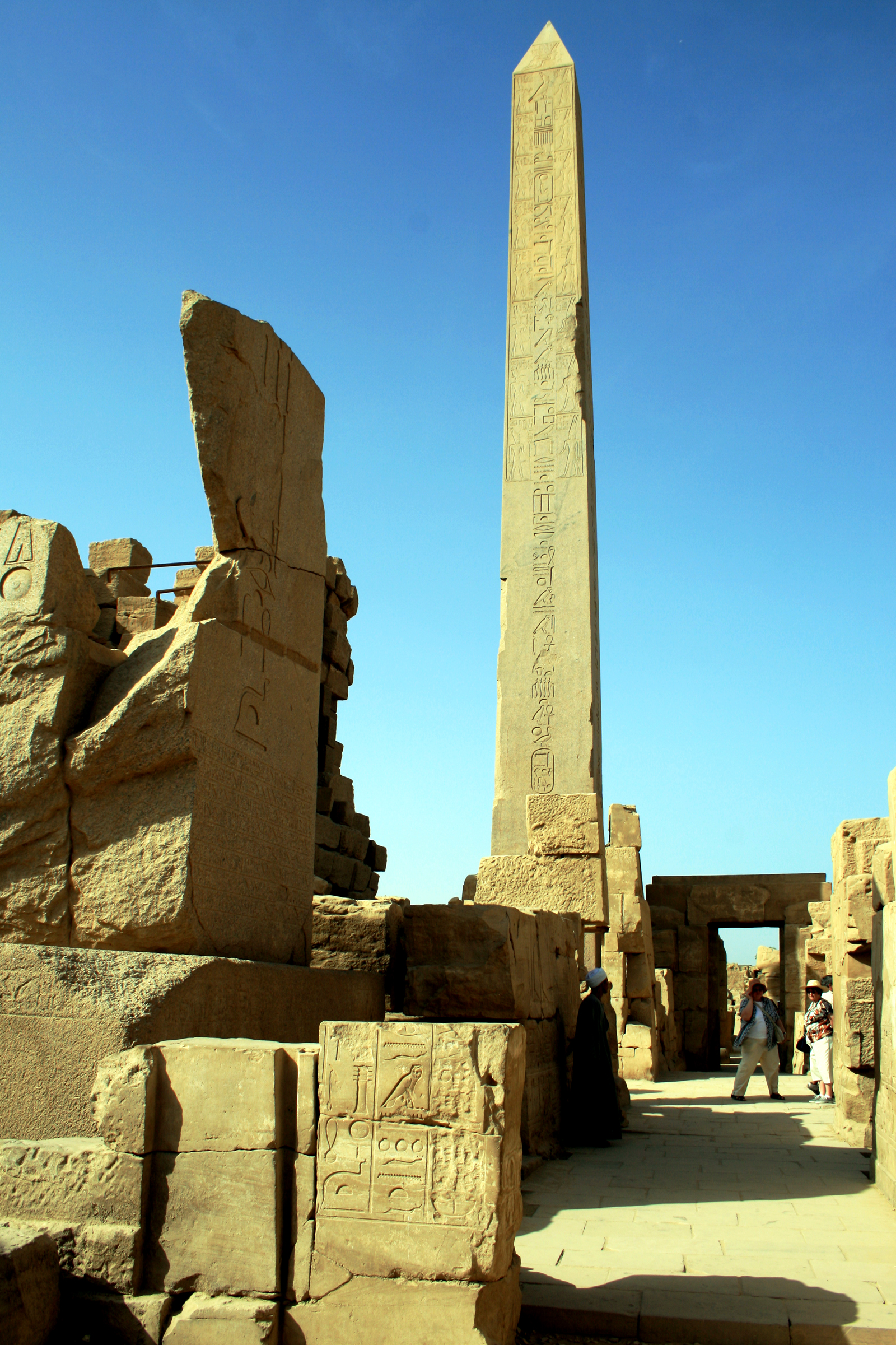
L'obelisco di Hatshepsut a Karnak.

L'obelisco di Hatshepsut è un obelisco egizio situato a Karnak  nel Grande tempio di Amon, eretto dalla regina e faraone Hatshepsut. 
Alto 29,56 metri e pesante circa 323 tonnellate, faceva parte di una coppia eretta all'ingresso del tempio di Amon, ma l'altro obelisco è crollato in epoca imprecisata, per quanto ne rimangano molti frammenti nelle vicinanze. È il secondo obelisco più alto del mondo dopo l'obelisco Lateranense a Roma (32,18 metri).
È detto anche "l'obelisco nascosto" in quanto Thutmose III, figliastro e successore di Hatshepsut, per nasconderne la vista fece costruire un muro tutto attorno ai due obelischi. 
Costruito con granito rosso proveniente dalle cave di Assuan, molte iscrizioni e decorazioni furono cancellate da faraoni successivi ad Hatshepsut. Sul basamento dell'obelisco eretto rimane un'iscrizione di trentadue linee orizzontali, otto per ogni faccia. Il testo descrive gli eventi naturali e soprannaturali che accompagnarono l'erezione della coppia da parte di Hatshepsut, e la devozione della regina al suo amato dio Amon. Nella metà superiore di ciascuna faccia vi sono raffigurate otto scene su entrambi i lati della consueta colonna mediana di iscrizioni. Ogni scena rappresenta la regina e il figliastro Thutmose III nell'atto di adorare o di compiere offerte al dio Amon. Il pyramidion di entrambi gli obelischi e anche le scene erano adorni di elettro, per cui la metà superiore di essi brillava al sole.